# Casa Joana Coll i Portabella
La casa Joana Coll i Portabella és un edifici situat a la Gran Via de les Corts Catalanes, 481 de Barcelona, inclòs a l'Inventari del Patrimoni Arquitectònic de Catalunya.

## Descripció
Consta de planta baixa i cinc pisos. L'accés principal, flanquejat per dos locals comercials, dona pas a una zona de vestíbul que conté l'escala comunitària d'accés als immobles superiors. L'interior del vestíbul conserva els elements originals com les fusteries vidriades i els revestiments amb sanefes de formes geomètriques.
La façana té una composició en tres mòduls verticals, contenint el mòdul central vàries obertures. La resta de plantes tenen un cos de tribunes central, la primera i segona planta el tenen tancat amb vidres, les dues següents el tenen obert amb baranes. Els altres mòduls disposen d'un sol balcó individual. La planta superior aprofita el terrat de l'última tribuna com a balcó corregut. El parament està fet amb revestiment continu i texturat d'un sol color, que contrasta amb els elements sortints d'estucat llis clar. La teulada és plana amb terrat del qual surt un àtic prudencialment retirat de la façana.
El perímetre del coronament es soluciona amb una barana de balustres d'estètica centreeuropea sobre un voladís d'obra, sota aquest element en voladís apareix una sanefa amb elements sinuosos en relleu i obertures per ventilar la càmera del terrat.
Artísticament cal destacar l'acurada decoració de la llinda de la porta principal, que a la vegada fa de mènsula de suport de la tribuna que té a sobre. Per altra banda, són notables les decoracions dels escuts situats entre balcons de la planta superior i els frisos sobre aquests balcons que representen figures; mig medallons, mig cortines. Escuts i frisos tenen una marcada influència centreeuropea. També són notables les reixes de ferro forjat de les baranes dels balcons.